# Payne Stewart
Payne William Stewart (ur. 30 stycznia 1957 w Springfield, zm. 25 października 1999 blisko Aberdeen) – golfista amerykański.
Urodził się w Springfield w stanie Missouri. Studiował na Southern Methodist University (w University Park, Dallas, Teksas). Zwycięzca jedenastu zawodowych turniejów golfowych, w tym PGA Championship 1989, US Open 1991 i 1999, Hassan II Trophy w Maroku (dwukrotnie). Reprezentował USA w pięciu edycjach Pucharu Rydera oraz trzech Pucharu Świata.
Zginął w wypadku lotniczym 25 października 1999, w locie z Orlando do Dallas. Komisja badająca wypadek doszła do wniosku, że doszło do dekompresji kabiny samolotu Learjet 35, na skutek czego 4 pasażerów i 2 pilotów straciło przytomność (hipoksja), a samolot kierowany przez autopilota rozbił się dopiero po 4 godzinach po wyczerpaniu się paliwa nad Południową Dakotą.